# Tom et Jerry : L'Histoire de Robin des bois
Pour les articles homonymes, voir Tom et Jerry (homonymie).
Pour plus de détails, voir Fiche technique et Distribution.
Tom et Jerry : L'Histoire de Robin des bois (Tom and Jerry: Robin Hood and His Merry Mouse) est un long-métrage d'animation américain de Spike Brandt et Tony Cervone, sorti en 2012. L'histoire de ce film s'inspire du court-métrage de 1958, Tom et Jerry Robin des Bois (Robin Hoodwinked), qui présente Jerry jouant le rôle de membre de la bande de Robin, et Tom dans le rôle de garde du palais.

## Synopsis
Robin des bois est un brigand qui a un nouvel ami : la souris Jerry. Afin de contrer cet adversaire encombrant, le roi Jean a la brillante idée d'engager un chat pour mettre hors d'état de nuire le duo. Tom fait désormais partie des gardes du Shérif de Nottingham…

## Fiche technique
- Titre original : Tom and Jerry: Robin Hood and His Merry Mouse
- Réalisation : Spike Brandt et Tony Cervone
- Scénario : Earl Kress et Michael Ryan, d'après une histoire de Earl Kress
- Montage : Kyle Stafford
- Musique : Michael Tavera
- Production : Spike Brandt et Tony Cervone
- Coproduction : Alan Burnett
- Production associée : Judge Plummer
- Production exécutive : Sam Register
- Société de production : Warner Bros. Animation, Turner Entertainment
- Société de distribution : Warner Home Video
- Pays d’origine :  États-Unis
- Langue originale : français
- Genre : dessin animé
- Durée : 65 minutes
- Date de sortie :
  - États-Unis : 2 octobre 2012

## Distribution (voix originales)
- Jamie Bamber : Robin des bois
- Charles Shaughnessy : Le Shérif de Nottingham
- John Michael Higgins : Prince Jean
- Grey DeLisle : Marianne
- John DiMaggio : Petit Jean
- Joe Alaskey : Frère Tuck / Droopy
- Phil LaMarr : Spike
- Jonny Rees : Will Scarlet / Tin
- Jess Harnell : Pan
- Richard McGonagle : Barney l'ours / Alley
- Clive Revill : Roi Richard

## Distribution (voix françaises)
- Fabien Jacquelin : Robin des bois
- Denis Boileau : Le Shérif de Nottingham
- Eric Legrand : Prince Jean
- Marie Giraudon : Marianne
- Vincent Grass : Petit Jean
- Gérard Surugue : Frère Droopy
- Patrick Raynal : Alley
- Michel Mella : Le Roi Richard
- Michel Vigné : Spike
- Olivier Chauvel : Tin

Source : Carton de doublage